# 公設辯護人
公設辯護人是一種國家為符合一定資格的刑事訴訟被告所設置為其辯護之人。簡單來說，公設辯護人是公務員，所做的事情極為近似律師的工作，在強制辯護（或稱為義務辯護）的案件中由法院指定為被告辯護。除上述情形之外，刑事被告也可以聲請法院指定公設辯護人為其辯護。設有公設辯護人制度的國家並不多見，中華民國是一例。其他國家多讓律師為義務辯護取代公設辯護人。

## 設置公設辯護人的緣由
中華民國憲法第16條保障人民的訴訟權。其訴訟中攻擊防禦方法之對等亦在保護的範圍之內。為維護所有國民不論貧富貴賤平等接受公平審判的基本人權，刑事被告若因無資力或其他原因未選聘律師為辯護人時，考量到當事人雙方，即檢察官與被告之間在地位上並不平等，國家須為其提供辯護服務，藉以實現刑事訴訟之正當程序，因此中華民國遂有「公設辯護人」之設置。

## 公設辯護人的任用

### 任用資格
公設辯護人為公務員，故須經過考試或具有與考試相對等的資格始得擔任公設辯護人。依據公設辯護人條例第7條之規定，除通過公設辯護人考試者之外，法官、檢察官亦有資格轉任。律師執業3年以上，以及任軍法官4年以上者，得任用為公設辯護人。

### 任職處所
公設辯護人任職於高等法院以下各級法院及其分院。（公設辯護人條例第1條）

## 公設辯護人的職務

### 強制辯護案件被告辯護
根據中華民國刑事訴訟法第31條第1項規定，強制辯護案件於審判中未經選任辯護人者，審判長應指定公設辯護人或律師為被告辯護。
中華民國刑事訴訟法第31條第1項規定的強制辯護：
1. 最輕本刑為三年以上有期徒刑案件。
2. 高等法院管轄第一審案件。
3. 被告因精神障礙或其他心智缺陷無法為完全之陳述者。
4. 被告具原住民身分，經依通常程序起訴或審判者。[6]

### 由被告聲請公設辯護人之情形
1. 被告為低收入戶或中低收入戶而聲請指定者。（中華民國刑事訴訟法第31條第1項第6款）
2. 其他審判案件，審判長認有必要者。 （中華民國刑事訴訟法第31條第1項第6款）
3. 最高法院命行辯論之案件，被告因無資力，不能依刑事訴訟法第389條第2項規定選任辯護人者，得聲請最高法院指定下級法院公設辯護人為其辯護。（公設辯護人條例第3條）

### 在偵查程序中為犯罪嫌疑人辯護
於中華民國刑事訴訟法第31-1條規定，於偵察中之羈押審查程序未經選任辯護人者，審判長應指定公設辯護人或律師為被告辯護。

### 公設辯護人執行職務之準則
依據公設辯護人管理規則第8條的規定，公設辯護人的執行職務時應履行：
1. 調閱訴訟卷宗及證物，詳研案情，積極、忠實為被告之利益蒐集事證。
2. 必須親自接見被告一次以上，探求事實真象，如有必要時，並得親赴犯罪地或其他有關處所蒐集有利於被告之證據。
3. 於接受法院關於訊問期日之通知時，應到庭陳述意見，並行使詰問權，如發現有利於被告之事證，並應提出準備書狀，聲請法院調查證據，訊問證人、鑑定人。
4. 應善盡職責，撰寫辯護書狀。

## 公設辯護人制度的缺點
現行「公設辯護人」制度的有如下的缺點，故全國司改會議決議廢除現制，改採如日本的國選辯護人等其他制度，來保障人民的刑事程序基本權利。
1. 不受司法當局重視。
2. 人員嚴重不足、功能不彰。
3. 辯護常流於形式。
4. 所執行的職務範圍不及於偵查程序等問題。[3]

## 中華人民共和國的情形
從功能上來看，中華人民共和國並未設有公設辯護人。如果要發揮如同公設辯護人的功用，便得透法律援助機構的指派完成強制辯護案件，符合法律援助條件者，免收或減收代理費用，也就相當於執行中華民國公設辯護人的任務。所依循的法律如下：
1. 中華人民共和國法律援助條例[7]第12條：「公訴人出庭公訴的案件，被告人因經濟困難或者其他原因沒有委託辯護人，人民法院為被告人指定辯護時，法律援助機構應當提供法律援助。 被告人是盲、聾、啞人或者未成年人而沒有委託辯護人的，或者被告人可能被判處死刑而沒有委託辯護人的，人民法院為被告人指定辯護時，法律援助機構應當提供法律援助，無須對被告人進行經濟狀況的審查。
2. 依中華人民共和國律師法第28條第3款，律師接受刑事案件犯罪嫌疑人、被告人的委託或者依法接受法律援助機構的指派，擔任辯護人。
3. 根據中華人民共和國刑事訴訟法[8]第34條第2、3項有關強制辯護之規定。人民法院、人民檢察院和公安機關應當通知法律援助機構指派律師為其提供辯護。

如果以公設辯護人屬於國家公務員的角度來看，中華人共和國有國家出資成立的律師事務所堪可比擬。依據中華人民共和國律師法第20條的規定，國家出資建立律師事務所–國資律師事務所，簡稱國辦所或國資所，其性質是國家事業法人，人員編製屬於司法事業編製，經費列入國家預算，依靠國家財政撥款維持其正常運作。簡言之，即是以國家經費來執行律師業務。自然能夠替刑事被告辯護。